# バスク神話

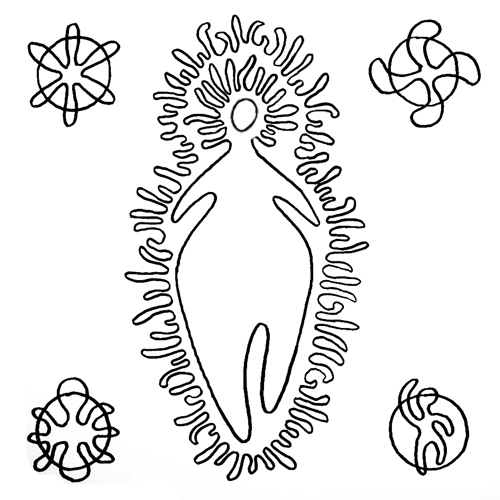
最高神マリ

バスク神話（バスク語: Euskal mitologia, スペイン語: Mitología vasca）は、スペインとフランスの2か国にまたがるバスク地方における神話。

## 内容
ゲルマン神話、ギリシア神話、カレワラ（フィンランド神話）、日本神話のような創造神話はバスク神話には存在しない。バスク神話の神や精は、馬、雄牛(Aatxe, Aatxegorri)、イノシシ、雄ヤギ(Akerbeltz)、雄ヘビ、ハゲタカなどの姿で現れる。古代にはケルト人がバスク地方に自然信仰を持ちこんでおり、太陽(Ekhi)・月(Ilazki, Illargi, Iretargi, Irargi)・大地(Lur)・天空(Ortzi, Urtzi, Ostri, Ostiri)などについての神話も存在する。マリという女神が最高神であり、雨天や豊作をもたらしたり、旅人を導いたりする。ラミア(Lamia)という女性は魔女(Sorgin)または子どもの血を吸う鬼として現れる。シュガール(Sugaar)という男性神は雷神であり、雄蛇の化身である。エレンスゲ(Herensuge)と呼ばれる竜伝承なども知られている。

## 研究史
スペインの考古学者・民俗学者であるホセ・ミゲル・デ・バランディアランは1960年に『バスク神話』(Mitología vasca)を著している。ハンス＝ヴィルヘルム・ハウシヒ(Hans-Wilhelm Haussig)が1973年に編集した『古代ヨーロッパにおける神々と神話』(Götter und Mythen im Alten Europa)の中でも、バランディアランがバスク神話について1章を割いている。1972年にはバスク大百科事典(La Gran Enciclopedia Vasca)の第7巻として『バスク神話絵入り辞典』(Diccionario ilustrado de mitología vasca)が刊行され、同年バランディアラン全集の刊行が開始され、第1巻は前述の絵入り辞典となっている。